# La Chapelle-aux-Chasses
 La Chapelle-aux-Chasses  là một xã ở tỉnh Allier thuộc miền trung nước Pháp.

## Hành chính
| Liste des maires successifs            |                  |                    |      |         |
| Giai đoạn                              | Giai đoạn        | Tên                | Đảng | Tư cách |
| tháng 3 năm 2001                       | tháng 3 năm 2008 | Marie-José Chassin |      |         |
| mars 2008                              |                  | Jean-Louis Guy     |      |         |
| Tất cả các dữ liệu trước đây không rõ. |                  |                    |      |         |

## Biến động dân số
| Năm | 1962 | 1968 | 1975 | 1982 | 1990 | 1999 |
| --- | ---- | ---- | ---- | ---- | ---- | ---- |
| Dân số | 293  | 342  | 295  | 266  | 250  | 216  |
| From the year 1968 on: No double counting—residents of multiple communes (e.g. students and military personnel) are counted only once. |      |      |      |      |      |      |